# Charles Bouchard des Carneaux
Pour les articles homonymes, voir Bouchard et Carneaux.
Cet article possède un paronyme, voir Charles Bouchard.
Charles Bouchard des Carneaux (28 février 1768, Plailly - 5 novembre 1824 Paris), est un homme politique français.

## Biographie
Propriétaire à Vémars et conseiller d'arrondissement, il fut élu, représentant de Seine-et-Oise à la Chambre des Cent-Jours, le 11 mai 1815. Il défendit, dans l'assemblée, l'opinion constitutionnelle modérée ; puis il fut élu de nouveau, le 1er octobre 1821, membre de la Chambre des députés par le 1er arrondissement. de Seine-et-Oise (Pontoise). Descarneaux ne parut pas à la tribune et se contenta de voter avec les royalistes modérés. Réélu par sa circonscription, le 25 février 1824, il mourut quelques mois après. Il est inhumé au cimetière du Père-Lachaise (41e division).

## Source
- « Charles Bouchard des Carneaux », dans Adolphe Robert et Gaston Cougny, Dictionnaire des parlementaires français, Edgar Bourloton, 1889-1891 [détail de l’édition] [texte sur Sycomore]